# Le Violon rouge
Le Violon rouge (Engels: The Red Violin, Duits: Die rote Violine, Italiaans: Il violino rosso, Mandarijn: 紅提琴) is een Brits-Canadees-Italiaanse historische film uit 1998 onder regie van François Girard. Het verhaal bestaat uit een aantal hoofdstukken, waarin een viool centraal staat die over eeuwen heen van eigenaar verandert.
De film heeft de Oscar gewonnen voor de beste muziek, van de hand van componist John Corigliano en uitgevoerd door solist Joshua Bell en het London Philharmonic Orchestra, onder de leiding van Esa-Pekka Salonen. Corigliano werd hiervoor ook genomineerd voor een Grammy Award. Daarnaast heeft Le Violon rouge meer dan vijftien andere prijzen gewonnen, waaronder acht Genie Awards (onder meer voor beste film, beste scenario en beste filmmuziek).

## Verhaal
In 1681 maakt vioolbouwer Nicolò Bussotti een viool voor zijn nog ongeboren zoon: een hemels instrument, zo blijkt later. Wanneer Busotti's vrouw samen met het kind in het kraambed sterft, lakt hij het instrument met bloed van zijn overleden vrouw, zodat zij er voor eeuwig in kan voortleven. De eerste nieuwe eigenaar is de jonge wees en begaafd violist Kaspar Weiss, die honderd jaar later de viool te bespelen krijgt.
Vanaf dat moment begint voor de viool een wonderbaarlijke tocht door ruimte en tijd. De film volgt de viool door de eeuwen en het leven van haar bezitters heen, van Italië naar een Oostenrijks klooster en verder via het negentiende-eeuwse Oxford en het China van de Culturele Revolutie naar Canada. Het instrument legt als een estafettestokje een reis af gedurende een periode van driehonderd jaar, over drie continenten en vijf taalgebieden.
De laatste eigenaar is de vioolexpert Charles Morritz, die de viool op een handige manier voor zijn dochter bemachtigt op een veiling in Toronto. Hij ontsnapt net als de vorige eigenaars niet aan de ongrijpbare, duistere betovering van het instrument.

## Rolverdeling
| Acteur            | Personage         |
| ----------------- | ----------------- |
| Carlo Cecchi      | Nicolò Bussotti   |
| Irene Grazioli    | Anna Bussotti     |
| Samuel L. Jackson | Charles Morritz   |
| Jason Flemyng     | Frederick Pope    |
| Greta Scacchi     | Victoria Byrd     |
| Anita Laurenzi    | Cesca             |
| Jean-Luc Bideau   | Georges Poussin   |
| Christoph Koncz   | Kaspar Weiss      |
| Clotilde Mollet   | Antoinette Pussin |
| Julian Richings   | Nicolas Olsberg   |
| Sandra Oh         | Madame Ming       |
| Colm Feore        | Veilingmeester    |